# (3491) Fridolin
(3491) Fridolin est un astéroïde de la ceinture principale.

## Description
(3491) Fridolin est un astéroïde de la ceinture principale. Il fut découvert le 30 septembre 1984 à l'observatoire Zimmerwald par Paul Wild. Il présente une orbite caractérisée par un demi-grand axe de 2,79 UA, une excentricité de 0,10 et une inclinaison de 4,0° par rapport à l'écliptique.

## Compléments